# Thyssen Henschel - Cóndor
El Cóndor es un transporte blindado de personal 4x4 diseñado por Thyssen-Henschel y fabricado por Henschel Wehrtechnik GmbH. 
Está basado en el UNIMOG y usa muchos de sus elementos principales como motor, caja de cambios y ejes. La disponibilidad es alta ya que el vehículo es fácil de mantener y los repuestos están fácilmente disponibles en el mercado civil.

## Diseño

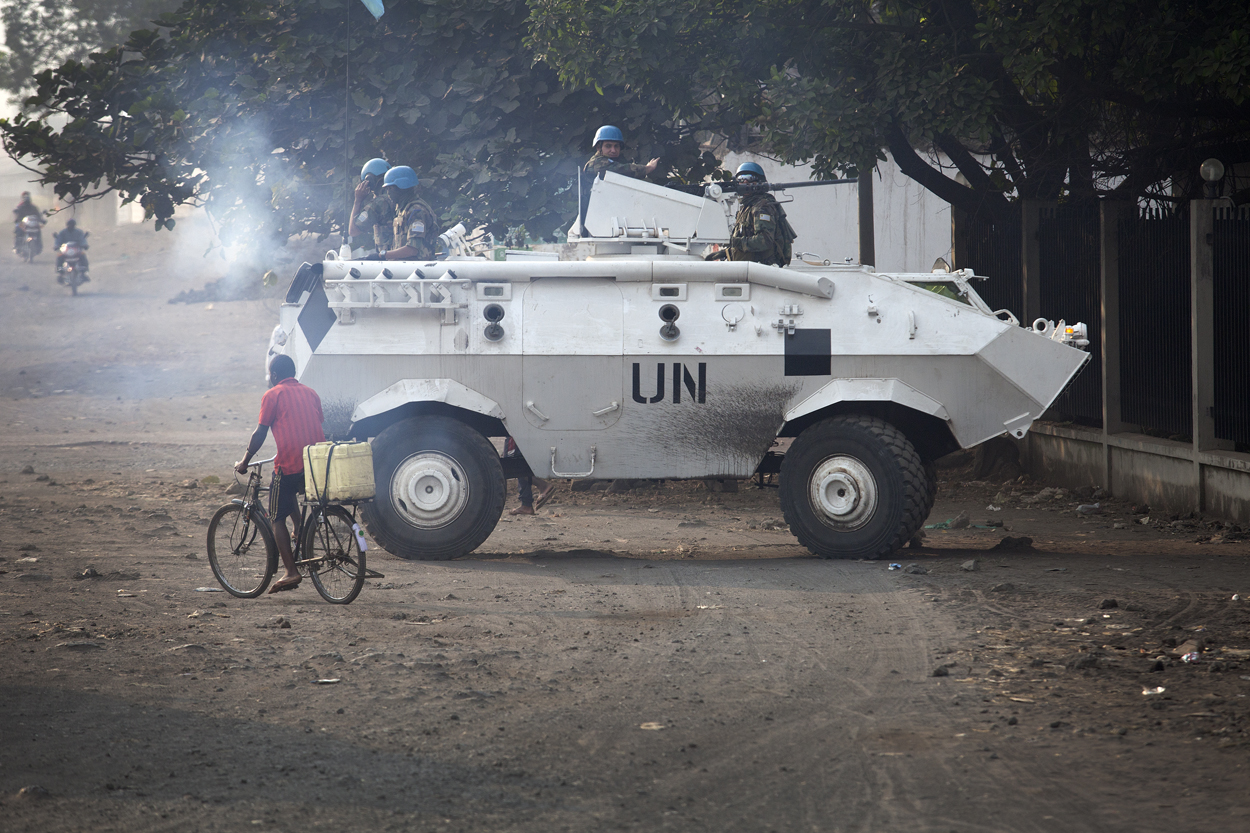
Transporte Cóndor en las calles de Sudán.

El Cóndor está diseñado para proporcionar protección sólo contra armas ligeras, fragmentos de metralla (shrapnel) y minas livianas. Utilizado en combate por el ejército malayo durante las operaciones de rescate posteriores a la Batalla de Mogadiscio , demostró su vulnerabilidad ante las armas antitanque como el RPG-7 cuando un soldado malayo murió al penetrar un cohete disparado por un RPG en el compartimiento del conductor.
El Cóndor es anfibio y puede ser aerotransportado en aviones tipo C-130 Hercules o C-160 Transall.

## Operadores
- Kuwait, 8 Cóndor 2
- Malasia, 457 Cóndor 1
- Portugal, 12 Cóndor 1 (operados por la Policía Aérea)
- Tailandia, 19 Cóndor 1
- Turquía, 25 Cóndor 1 (Ya fuera de servicio)
- Uruguay, 55 Cóndor 1
- Corea del Sur
- España, 3 Cóndor utilizadas por la policía (Ertzaintza)

- Datos: Q2463977
- Multimedia: Condor (APC) / Q2463977